# Rus (okręg Marmarosz)
Rus – wieś w Rumunii, w okręgu Marmarosz, w gminie Dumbrăvița. W 2011 roku liczyła 647 mieszkańców.